# Vetenskapsåret 1883

## Händelser
- 26 augusti - Vulkanutbrottet på Krakatau kulminerade med 36 000 döda i tsunamier - flodvågor på Sumatra och Java. Den slutliga eruptionen kl 1002 den 27 augusti förstörde större delen av ön och kunde höras på ett avstånd av upp till 5 400 km.
- Svenska Kemistsamfundet grundas.
- I Madrid arrangeras gruvutställningen Exposición Nacional de Minería, som invigs 1 april. Sverige deltar med Gustaf Nordenström som kommissarie.

## Pristagare
- Bigsbymedaljen: Henry Hicks [1]
- Clarkemedaljen: Ferdinand von Mueller, tysk-australisk botaniker och geograf.
- Copleymedaljen: Lord Kelvin, irländsk matematisk fysiker och ingenjör.
- Davymedaljen:
  - Marcellin Berthelot - fransk kemist.
  - Julius Thomsen - dansk kemist.
- Lyellmedaljen: William Benjamin Carpenter, brittisk fysiolog.
- Murchisonmedaljen: Heinrich Göppert, tysk botaniker och paleontolog.
- Polhemspriset:
  - Ernst Danielsson, svensk ingenjör.
  - Gustaf Richert, svensk vattenbyggnadsingenjör.
- Wollastonmedaljen: William Thomas Blanford, brittisk geolog och naturforskare. [2]

## Födda
- 13 maj - Georgios Papanikolaou (död 1962), grekisk läkare, cytolog.
- 24 juni - Victor Francis Hess (död 1964), amerikansk fysiker, Nobelpristagare 1936.
- 8 oktober - Otto Heinrich Warburg (död 1970), tysk fysiolog, Nobelpristagare 1931.

## Avlidna
- 18 april - Édouard Roche, (född 1820), fransk astronom.
- 20 april - Wilhelm Peters, (född 1815), tysk zoolog och forskningsresande.
- 26 juni - Edward Sabine (född 1788), irländsk fysiker, astronom och forskningsresande.
- 9 december - François Lenormant (född 1837), fransk arkeolog.

### Fotnoter
1. ↑  ”Geological Society”. Arkiverad från originalet den 21 april 2009. https://web.archive.org/web/20090421141428/http://www.geolsoc.org.uk/gsl/info/collections/archives/page753.html. Läst 13 april 2011.
2. ↑  ”Geological Society”. Arkiverad från originalet den 5 juni 2011. https://web.archive.org/web/20110605102217/http://www.geolsoc.org.uk/gsl/society/history/page750.html. Läst 13 april 2011.